# 三菱造船
三菱造船株式会社（みつびしぞうせん、英: Mitsubishi Shipbuilding Co.,Ltd.）は、東京都港区に本社を置く日本の造船会社であり、三菱重工業の完全子会社。
現在の三菱造船は法人格としては3代目で、初代の三菱造船は（旧）三菱重工業の前身、2代目の三菱造船は（旧）三菱重工業が3分割された際の一社で（現）三菱重工業の前身である。本項では主に現在の法人について述べる。

## 概要
三菱重工業の船舶・海洋事業部から造船事業を、並びに同部傘下にあった子会社の三菱重工船舶海洋の海洋鉄構構造物事業の承継を受けたものである。強みを持つフェリーなどを強化して苦戦する造船事業の再建を目指す。
事業拠点としては、三菱重工業の造船所（横浜製作所、長崎造船所、神戸造船所、下関造船所）を承継するが、造船部門以外の製造拠点もそれぞれ存在するため、いずれも引き続き三菱重工業の製造拠点を兼ねている。

## 歴史
- 1905年 - 7月20日、三菱合資、神戸造船所を開設、日本初の浮ドック、三菱造船の前身の1つ[4]。
- 1917年 - 会社設立。（初代法人）
- 1934年 - 三菱重工業に社名変更。
- 1952年 - 三菱重工業が三菱造船・三菱日本重工業・新三菱重工業に3分割される。（2代目法人）
- 1964年 - 上記3社が合併し、再び三菱重工業となる。
- 2017年9月1日 - 分割準備会社として、完全子会社の「MHI造船株式会社」を設立[5]。
- 2017年11月2日 - 三菱重工業が船舶海洋事業をMHI造船に吸収分割させる契約の締結を発表[5]。
- 2018年1月1日 - MHI造船が三菱重工業の船舶海洋事業を吸収合併し、三菱造船株式会社に商号変更。
- 2024年7月18日 - 本社を横浜市西区から東京都港区の田町タワーに移転。